# 弗洛里安·蓋爾

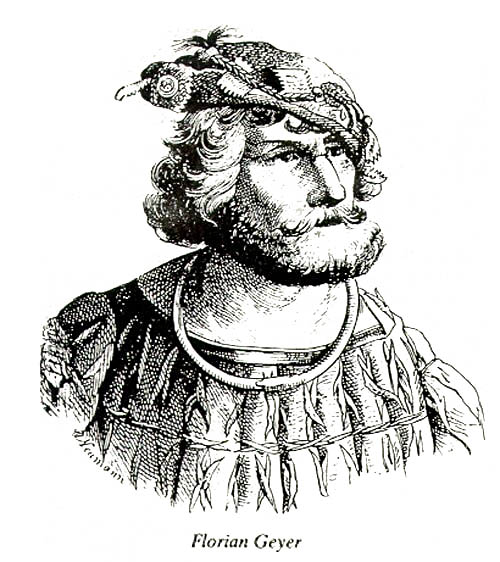
後人對弗洛里安·蓋爾的素描畫

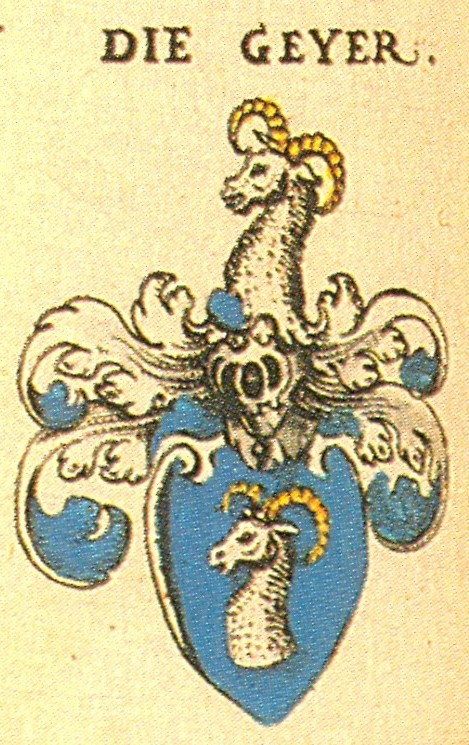
蓋爾家族的家徽：公羊頭

弗洛里安·蓋爾·馮·吉貝爾斯塔特（德語：Florian Geyer von Giebelstadt，約1490－1525年6月10日），德意志貴族、外交官、騎士，以在德意志農民戰爭期間率領農民起義而知名。

## 早年
弗洛里安於1490年在下法蘭肯吉貝爾斯塔特的蓋爾城堡出生，在父親迪特里希（Dietrich）與兩位兄長逝世後繼承家族產業。弗洛里安曾在1512年時曾是英格蘭亨利八世的座上賓，他可能在當地接觸了約翰·威克里夫與羅拉德派的神學思想。
弗洛里安在1517年因拒絕繳納教會的利息而遭到絕罰，他在不久後投效布蘭登堡─庫爾姆巴赫藩侯卡西米爾的部下，從屬於士瓦本同盟以抵抗符騰堡公爵烏爾里希、以及在莫克繆爾的「強盜貴族」（Raubritter）戈茨·馮·貝利辛根等人。1519年，藩侯將弗洛里安派到他的兄長、布蘭登堡─普魯士公爵阿爾布雷希特的麾下，阿爾布雷希特同時身兼條頓騎士團大團長，弗洛里安也隨他參與了對抗波蘭的戰爭，在戰爭後又隨公爵遊歷歐洲各國宮廷協助外交工作。

## 德意志農民戰爭
弗洛里安在1523年偕同普魯士公爵前往維騰貝格訪問馬丁路德，並受到他的深刻影響，對羅馬教廷的保守與僵化感到不滿。當農民戰爭於1524年爆發時，德意志的新教徒也出現了階級分化，托馬斯·閔采爾率領農民與礦工起事，並要求廢除除了皇帝之外的所有職位，且讓農民與礦工們也擁有參與皇帝選舉的權利，如同地主與貴族一般。馬丁路德認為閔采爾的主張過於激進，他仍傾向體制內的改革，並呼籲農民停止暴動；但閔采爾的支持者反倒指控馬丁路德背離了改革，也將其視為敵人。
在農民戰爭中，弗洛里安與一群下級貴族、騎士率領數百名倉促成軍的武裝農民組成了「黑色連隊」（Black Company），這支部隊可能是歐洲史上極少數屬於農民武裝的重騎兵團。在與帝國軍及新教貴族的交手中，黑色連隊與閔采爾狂熱的步兵取得了一連串勝利，佔領了大片的鄉間地區；弗洛里安也成為法蘭肯農民心目中的英雄，據說他的刀劍上刻著一段銘文「既非十字架亦非皇冠」（Nulla crux, nulla corona）。他的對手以此指控他破壞教堂與城堡，並屠殺貴族及教士，但這些傳聞大多難以證實。
隨著農民戰爭陷入停滯，不少農民脫離部隊返回家鄉，黑色連隊的騎士們亦然，而閔采爾本人則在弗蘭肯豪森戰役中被擊敗俘虜，不久後遭到處死。但當時駐紮羅騰堡的黑色連隊誤以為閔采爾在弗蘭肯豪森取勝，因而在英戈爾斯塔特附近遭到伏擊，他們被迫退守城內，雖然強化了城堡與教堂的防禦，但仍在帝國軍的猛攻下陷落，少數突圍而出的部隊也遭到追擊而消滅。弗洛里安此時已是黑色連隊，也是閔采爾支持者中的最後一位倖存者。1525年6月9日，他潛赴維爾茨堡與他的姊夫威廉·馮·格魯姆巴赫的部下碰面，以試圖重燃農民戰爭之火，但對方卻在森林中將他刺殺身亡。

## 遺緒
- 弗洛里安·蓋爾的家族在18世紀初絕嗣，在吉貝爾斯塔特的城堡也轉手他人，但此地每年都會舉辦紀念弗洛里安·蓋爾的慶典。
- 恩格斯將弗洛里安·蓋爾譽為帶領德意志農民的共產主義革命者，東德邊防軍第三團（Grenzregiment 3 Florian Geyer）便以弗洛里安·蓋爾命名。
- 格哈特·霍普特曼在1896年發表了以弗洛里安·蓋爾為名的歷史劇；而德國民歌〈我們是蓋爾的黑色夥伴〉也是工會運動的代表歌曲。[2]
- 在二次大戰期間，納粹武裝親衛隊的第8騎兵師也以弗洛里安·蓋爾命名。

## 註腳
1. ↑  Ernst Bloch, Atheism in Christianity: the religion of the Exodus and the Kingdom (Herder & Herder: New York 1972) pp 272-3.
2. ↑  .   [2018-07-10]. （原始内容存档于2018-06-21）.

## 外部連結
- History of Giebelstadt and the noble Geyer family
- 弗洛里安·蓋爾（德国国家图书馆目录）
- The song "Wir sind des Geyers schwarze Haufen"（页面存档备份，存于）
- Florian Geyer Freilichtspiele Giebelstadt（页面存档备份，存于）